# Leiophron nigroapicalis
Leiophron nigroapicalis är en stekelart som först beskrevs av Granger 1949.  Leiophron nigroapicalis ingår i släktet Leiophron och familjen bracksteklar. Inga underarter finns listade i Catalogue of Life.